# Nychiodes princeps
Nychiodes princeps är en fjärilsart som beskrevs av Edward P. Wiltshire 1966. Nychiodes princeps ingår i släktet Nychiodes och familjen mätare. Inga underarter finns listade i Catalogue of Life.